# روس للاتصالات
روس للاتصالات (Rostelecom) ( (الروسية: ПАО «Ростелеком») ) هي الشركة الرائدة في مجال الاتصالات الهاتفية لمسافات طويلة في روسيا . توفر خدمة المسافات الطويلة في روسيا
تقوم روس للاتصالات بتوصيل جميع شبكات المشغلين العموميين المحليين بشبكة وطنية واحدة للخدمة بعيدة المدى. بمعنى آخر، إذا أجرى أحد مكالمة طويلة أو أنشأ بالإنترنت في روسيا ، فمن المحتمل أن روس تقدم جزءًا من الخدمة. يتم تداول أسهم الشركة بشكل أساسي في بورصة موسكو .

## التاريخ
قبل عام 1990 ، كانت مسؤولية توفير خدمات الاتصالات السلكية واللاسلكية تقع على عاتق وزارة الاتصالات في الاتحاد السوفياتي. في 26 يونيو 1990 ، أنشأت وزارة الاتصالات في اتحاد الجمهوريات الاشتراكية السوفياتية شركة مساهمة تملكها الدولة Sovtelekom ، والتي منحت حقوق تشغيل شبكة الاتصالات السلكية واللاسلكية للاتحاد السوفياتي. في 30 ديسمبر 1992 ، بناءً على أمر لجنة الملكية الحكومية في روسيا ، تم تنظيم شركة روس للاتصالات المملوكة للدولة، والتي كانت تتألف من 20 مكالمة دولية بعيدة المدى والمكالمات الدولية، فضلاً عن معدات الاتصالات Intertelekom.

## روابط خارجية
- روس - اللغة الروسية واللغة الإنجليزية، موقع الشركة[وصلة مكسورة]
- روس - موقع المستهلك
- معلومات الشركة بالانجليزية